# Tourteau fromager
El tourteau fromager (en español: «torta quesada») es una especialidad de repostería de la antigua provincia de Poitou, en Francia. Se trata de un bizcocho esponjoso que contiene queso de cabra o vaca y posee una característica cúpula superior tostada. 

## Historia
Varios pueblos de la región se han atribuido el origen de esta especialidad, cuya aparición se sitúa en el siglo XIX. Hasta el siglo XX se trataba de una pieza de repostería reservada para ocasiones especiales como celebraciones de matrimonio o fiestas de fin de año.

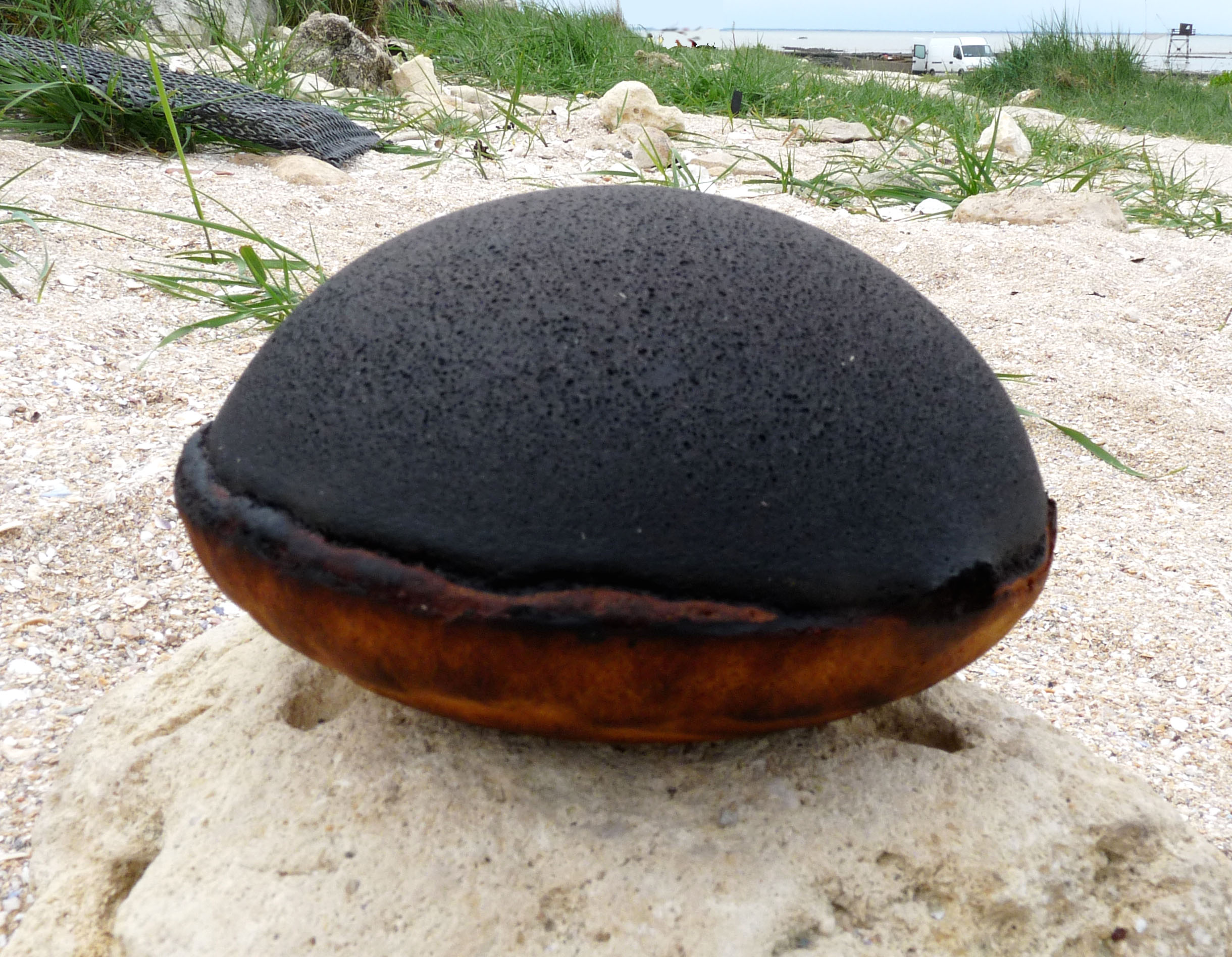
Tourteau fromager entero

De acuerdo con la historia repostera poitevina, su característica superficie de color negro proviene del hecho de que el bizcocho fue «olvidado» durante la cocción en un horno a alta temperatura.

## Características
Se trata de un bizcocho de textura ligera hecho con una masa de harina y queso de vaca o cabra que se cocina al horno, muy levado durante la cocción y ligeramente tostado hasta adquirir un color negro en su parte superior.